# Église Saint-Amans de Montauriol
L'église Saint-Amans de Montauriol est une église romane située à Montauriol, dans le département français des Pyrénées-Orientales et la région Languedoc-Roussillon.
Elle est dédiée à Amans de Rodez, premier évêque de Rodez, au Ve siècle.

## Situation
Montauriol est une commune française des Aspres, massif montagneux escarpé mais de basse altitude faisant partie des contreforts orientaux des Pyrénées, dans le département des Pyrénées-Orientales. L'église Saint-Amans se trouve à 2 km à l'ouest du village de Montauriol, aux confins avec les communes de Calmeilles et Caixas, dans un endroit isolé entouré de forêt, au bord de la rivière ribera de Sant Amanç.
Lluis Basseda et la carte IGN l'appellent du nom catalan de Capella de Sant Amanç, mais Vivier et Lapique préfèrent Sant Amanç de la Ribera (« Saint-Amans de la Rivière »).

## Histoire
Le premier texte mentionnant la chapelle date du XIVe siècle, sous la forme latine St. Amantis de Riparia (« Saint-Amans de la Rivière »), mais elle fut construite avant. Si Géraldine Mallet affirme que, à cause du crépi la couvrant actuellement, il n'est pas possible de connaître précisément la période de construction de l'église, les auteurs du Guide des Pyrénées romanes n'hésitent pas à la dater du XIIe siècle.

## Architecture
L'église Saint-Amans est de taille modeste. Elle est formée d'une nef rectangulaire munie, à l'est, d'une abside semi-circulaire, selon un plan habituel dans les édifices religieux romans en Roussillon. La partie occidentale de la nef est occupée par une tribune en bois. Outre la porte située dans la façade sud, les deux seules autres baies sont une fenêtre à simple ébrasement située dans l'axe et une autre à double ébrasement, elle aussi perçant le mur sud. Les murs sont recouverts de crépi. Un arc triomphal sépare la nef de l'abside et un clocheton, plus tardif que le reste du bâtiment, surmonte la façade.

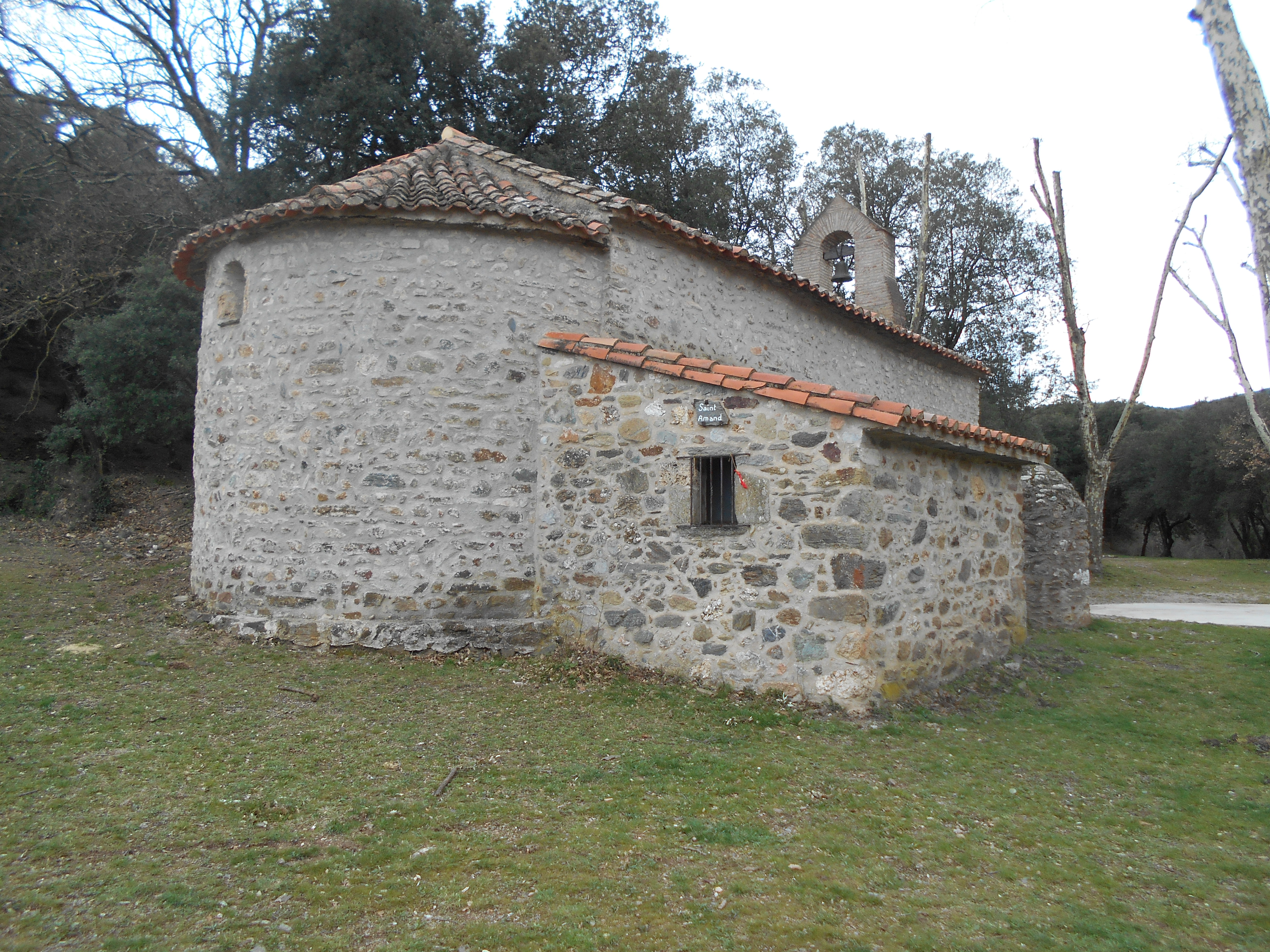
Vue générale de l'église.